# Jessika Westen

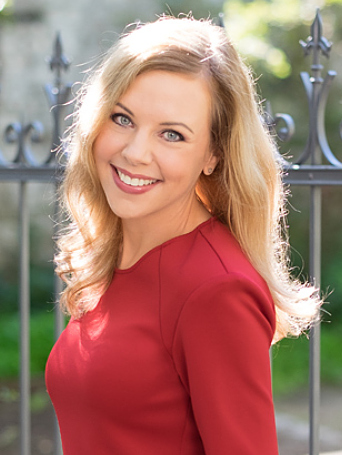
Jessika Westen, 2015

Jessika Westen (* 7. März 1980 in Wuppertal) ist eine deutsche Journalistin, Fernsehmoderatorin und Schriftstellerin.

## Leben und Arbeit
Jessika Westen arbeitete bereits während ihrer Schulzeit als Autorin für den Remscheider General-Anzeiger. Von 2000 bis 2002 absolvierte sie ein redaktionelles Volontariat bei NBC GIGA und der Deutschen Fernsehnachrichten Agentur (DFA). Bei NBC GIGA moderierte sie ab Mai 2000 den Bereich Netbeat (Computer- und Internetnachrichten, Wissenschaft und Technik) auf NBC Europe und sammelte so erste Erfahrungen vor der Kamera.
Von 2002 bis 2006 studierte sie Journalistik und Politik in Dortmund und schloss mit Auszeichnung ab. Ihre Diplomarbeit mit dem Titel Rentnerfernsehen? Die Öffentlich-Rechtlichen verlieren immer mehr jugendliche Zuschauer. Ursachenforschung und Lösungsstrategien. erschien 2007 als Buch im VDM Verlag.
Während ihres Studiums arbeitete sie unter anderem als Sprech- und Moderationstrainerin an der Universität Dortmund, als freie Redakteurin für die apm Medien Agentur sowie als freie Autorin für den WDR-Hörfunk. Im Rahmen eines Auslandsaufenthalts in London absolvierte sie 2004 ein Praktikum bei der BBC.
In ihrer Studienzeit absolvierte sie 2003 ein Reportertraining für den Einsatz in Kriegs- und Krisengebieten bei der Bundeswehr. Später nahm sie am Vertiefungslehrgang Journalisten in Krisenregionen sowie 2013 an der Fortbildung des Dart Center for Journalism and Trauma Amok, Unfälle, Katastrophen – Umgang im Journalismus teil.
Nach dem Studium war sie zunächst als Redakteurin für das Sat.1 Regionalmagazin 17:30 – live! tätig.
Im August 2007 wechselte sie zum WDR Fernsehen und wurde dort Reporterin und Autorin. Ab 2008 war sie als Live-Reporterin für die WDR Lokalzeit aus Duisburg im Einsatz, ab 2009 dann auch für überregionale WDR-Sendungen (Aktuelle Stunde und WDR aktuell) und ab 2011 zusätzlich für das ARD-Morgenmagazin.
Seit Januar 2017 ist Jessika Westen Moderatorin beim Nachrichtensender n-tv und arbeitet weiterhin als Reporterin und Autorin für das WDR Fernsehen.
Neben ihrer Fernseharbeit vor und hinter der Kamera moderiert sie regelmäßig Veranstaltungen.
Jessika Westen ist verheiratet und lebt mit ihrem Mann in Wuppertal.

## Auszeichnungen
Jessika Westen war 2010 für den WDR bei der Loveparade in Duisburg und berichtete über die Katastrophe. Für ihre „herausragende Leistung“ als Live-Reporterin wurde sie am 7. Mai 2011 bei der Verleihung des Axel-Springer-Preises geehrt.

## Bücher
2020 erschien DANCE OR DIE: Die Loveparade-Katastrophe. In Zusammenarbeit mit Angehörigen, Betroffenen, Augenzeugen und Ersthelfern zeichnet Jessika Westen den Verlauf der Tragödie nach und schildert das Geschehen aus drei Erzählperspektiven.
2007 erschien ihre Diplomarbeit "Rentnerfernsehen? Die Öffentlich-Rechtlichen verlieren immer mehr jugendliche Zuschauer. Ursachenforschung und Lösungsstrategien.  als Buch im VDM Verlag.

### Bibliographie
- DANCE OR DIE: Die Loveparade-Katastrophe. Ein Roman. Emons Verlag, Köln 2020, ISBN 978-3-7408-0887-7